# Jerry J. Smith
Jerry J. Smith ist das Pseudonym der deutschen Schriftstellerin Anke John (* 20. November 1978 als Anke Brichmann in Berlin).

## Leben und Werk
Nach ihrem Abitur 1998 machte sie eine Ausbildung zur Restaurantfachfrau im Hilton Hotel Berlin. Danach nahm sie am Elevator-Management-Programm von Hilton Worldwide teil und arbeitete im Rahmen dieses Programms in London und Cardiff.
Seit einer Weiterbildung am Deutschen Weininstitut (2002) interessiert sie sich vermehrt für den Weinbau. Daher gab sie 2005 ihre Arbeit im Management auf und ging nach Kanada, wo sie einige Wochen British Columbia und Alberta bereiste und anschließend als assistierende Winzerin auf einem Weingut auf Saturna Island arbeitete. Nach ihrer Rückkehr nach Deutschland fasste sie unter ihrem Mädchennamen ihre gesammelten Kenntnisse und Erfahrungen zum Thema Nachhaltigkeit, Landwirtschaft und Ernährung in dem Sachbuch Die Co2-Diät zusammen. Fortan lebte sie in Markkleeberg bei Leipzig, wo sie auch als Tätowiererin und Jugendschöffin Erfahrungen sammelte und sich nach einer entsprechenden Weiterbildung 2012 (BMFSFJ) als freiberufliche Elternberaterin und Elternbegleiterin engagierte.
2017 veröffentlichte sie unter dem Pseudonym Jerry J. Smith ihren Debütroman Die Ungezähmte und arbeitete neben ihrer Tätigkeit in einer Werbeagentur weiter an ihrem schriftstellerischen Werk. Dabei schreibt sie unter ihrem bürgerlichen Namen Anke John auch Geschichten für Kinder und engagiert sich für deren Kreativitäts- und Leseförderung. So ist sie seit 2018 ehrenamtlich als Vorlesepatin an einer Kita tätig. 2020 schrieb sie ihr erstes Kinderhörbuch Anna & die Papierfreunde welches von Planet Voice vertont wurde. Die Wohltätigkeitsorganisation Kreatäne verschenkte es zusammen mit Bastelideen in Quarantäne-Boxen zur Kreativitätsförderung an Familien
und stellte den Download kostenlos ins Netz. Radio SAW veröffentlichte den Link für das kostenlose Hörbuch in ihrer Sendung Freddys Familienwelt und auf ihrer Website. Seit 2021 arbeitet sie zusätzlich als Ghost- und Songwriterin und veröffentlicht als Frau Fabulus Anke John Kinderbücher. Die Leipzig-liest-Premierenlesung von Eulilia und der pupsende Pips wurde vom Sachsen Fernsehen Leipzig übertragen.

## Privates
2007 lernte sie den Schweißfachmann Holger John kennen, den sie 2013 heiratete. Aus der Beziehung stammt eine Tochter (* 2009).

## Veröffentlichungen (Auswahl)

### Bücher
- Anke Brichmann: Die Co2 Diät – Projekt für unsere Zukunft. Sachbuch, WiKu-Verlag, Duisburg/Köln 2007, ISBN 978-3-86-553232-9.

- Jerry J. Smith: Die Ungezähmte. Roman. Kuuuk-Verlag, Königswinter 2017, ISBN 978-3-93-983293-5.

- Frau Fabulus, Anke John: Eulilia und der pupsende Pips. Kinderbuch. Wiesengrund Verlag, Wiesenburg 2021, ISBN 978-3-944879-90-1.
- Frau Fabulus, Anke John: Eulilia und der pupsende Pips. Kinderbuch, Malgeschichtenbuch. Wiesengrund Verlag, Wiesenburg 2021, ISBN 978-3-944879-89-5.

### Hörbücher/Hörgeschichten
- Anke John: Anna und die Papierfreunde. Gesprochen von Christoph Walter. Planet Voice, 2020 (non-commercial für Wohltätigkeitsorganisation Kreatäne)